# Civilization VI
Sid Meier's Civilization VI este un joc de strategie pe ture din seria Civilization. Acesta este dezvoltat de Firaxis Games, lansat de 2K Games, și distribuit de Take-Two Interactive. Jocul a fost lansat pe 21 octombrie 2016 pentru Microsoft Windows, precum și pentru OS X și Linux.

## Controversă
Jocul a fost livrat inițial cu software-ul de urmărire a reclamelor Red Shell, dar acesta a fost eliminat după plângerile jucătorilor, dintre care unii au caracterizat software-ul drept spyware.